# Cyclodictyon allionii
Cyclodictyon allionii är en bladmossart som beskrevs av Brotherus 1920. Cyclodictyon allionii ingår i släktet Cyclodictyon och familjen Hookeriaceae. Inga underarter finns listade i Catalogue of Life.